# Sobredo (Sobrado)
Sobredo es una localidad del municipio de Sobrado, comarca de El Bierzo, provincia de León, Comunidad Autónoma de Castilla y León, España.

## Geografía
El pueblo limita al norte con Arnadelo, municipio de Oencia, al este con Cabeza de Campo y al sur con Cabarcos desde él se puede acceder al Barco de Valdeorras, provincia de Orense por una carretera comarcal. Se divide en dos pequeños barrios: O Padrón y A Quintá. Hace años esa carretera registraba gran tráfico de mercancías y personas entre Valdeorras y El Bierzo Oeste-Merindad de Aguiar. Aun hoy es transitado por camiones que acceden a canteras en la zona, una serrería en Santo Tirso y un almacén de Pizarras. Por la carretera que accede a Cabarcos, junto al paraje llamado "Porteliña", en el cambio de valle, nos encontramos con hermosas vistas del Bierzo, desde la Pena do Seo a El Manzanal y desde Las Médulas a Ponferrada y ya en el nuevo valle, las hermosas formaciones rocosas en forma de pico de monte Tara (1099 m), el Penouco y el Penouquín que pertenecen a la Parque natural de la sierra de la Encina de la Lastra.

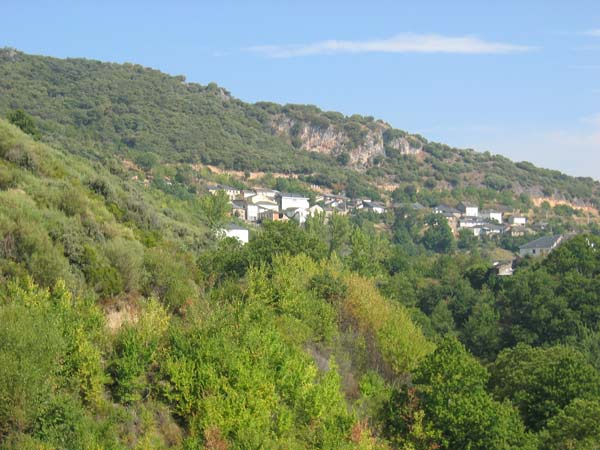
Vista de Sobredo

Existen a los alrededores del pueblo, en los valles que lo rodean, algunas fuentes que dan agua a la población y a los centenarios castaños cercanos, una de las mayores riquezas de este pueblo. En el pueblo, existe también una pequeña industria artesana de Cerámica, "A Noitiña". Cercano, a dos quilómetros, se encuentra el Valle del Selmo.
Se accede siguiendo la carretera Ponferrada-Orense y cogiendo el desvío que lleva a Friera y antes de llegar a esta localidad, se continua por el desvío que lleva a Cabarcos y Oencia y cerca de Santo Tirso de Cabarcos hay un desvió a 3 km de Sobredo; o bien, siguiendo el valle del Selmo por los pueblos de Friera, Sobrado y Cabeza de Campo, a la salida de este último, hay un desvío indicado a Sobredo.
- Datos: Q6130656